# Системная инженерия

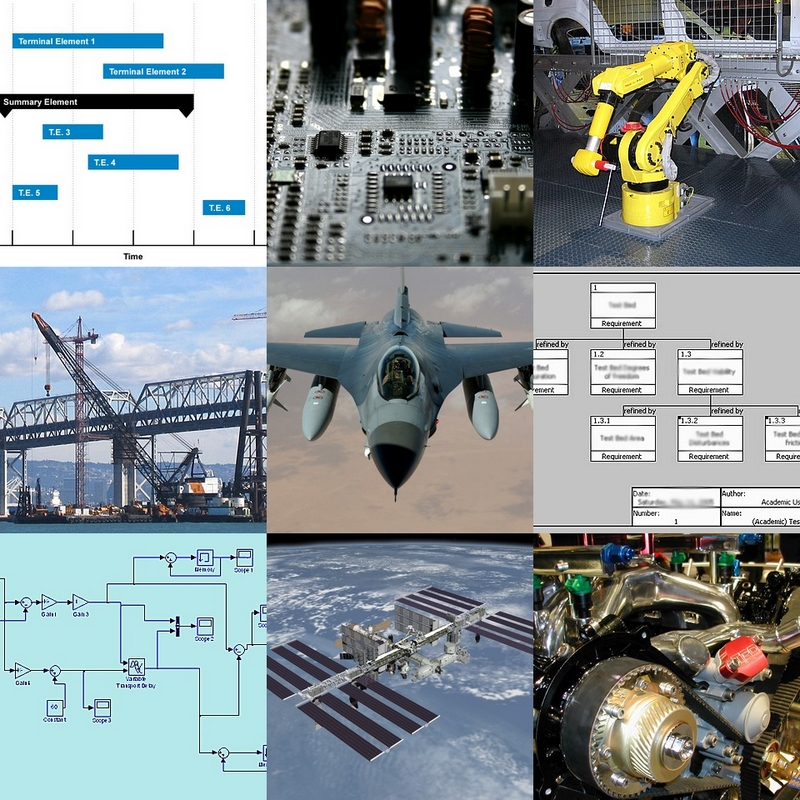
Системная инженерия используется при создании и использовании сложных технических систем: авиационные и космические разработки, создание компьютерных чипов, проекты в области робототехники, интеграции программного обеспечения, мостостроения и судостроения и т. п.

Системная инженерия — междисциплинарный подход и средства для создания успешных систем; междисциплинарный подход, охватывающий все технические усилия по развитию и верификации интегрированного и сбалансированного в жизненном цикле множества системных решений, касающихся людей, продукта и процесса, которые удовлетворяют потребности заказчика.

## Стандарты

### Основные стандарты на английском языке
- ISO/IEC 15288:2015 Systems and software engineering — System life cycle processes
- ISO/IEC TR 19760:2003 Systems engineering — A guide for the application of ISO/IEC 15288 (System life cycle processes)
- ISO/IEC 26702 (IEEE Std 1220:2005) Systems engineering — Application and management of the systems engineering process
- ISO/IEC TR 24748-1:2010 Systems and software engineering — Life cycle management — Guide for life cycle management
- ISO/IEC 25010:2011 Systems and Software Engineering — Systems and Software Engineering Quality Requirements and Evaluation
- ISO/IEC/IEEE 24765:2010 Systems and software engineering — Vocabulary
- ISO/IEC/IEEE 29148 Systems and software engineering — Life cycle processes — Requirements engineering
- ISO/IEC/IEEE 42010:2011 Systems and software engineering — Architecture description
- ISO 15926 Industrial automation systems and integration—Integration of life-cycle data for process plants including oil and gas production facilities
- ISO/IEC 29110:2011 Systems Engineering Standards for Very Small Entities

### Основные стандарты на русском языке
- ГОСТ Р 57193-2016 Системная и программная инженерия. Процессы жизненного цикла систем (на основе ISO/IEC/IEEE 15288:2015 Systems and software engineering — System life cycle processes)
- ГОСТ Р ИСО/МЭК 12207-2010 Информационная технология. Системная и программная инженерия. Процессы жизненного цикла программных средств (см. ISO/IEC 12207:2008)
- ГОСТ Р ИСО/МЭК ТО 16326-2002. Программная инженерия. Руководство по применению ГОСТ Р ИСО/МЭК 12207 при управлении проектом (см. ISO/IEC 16326)
- ГОСТ Р ИСО 15926-1-2008 Промышленные автоматизированные системы и интеграция. Интеграция данных жизненного цикла для перерабатывающих предприятий, включая нефтяные и газовые производственные предприятия (см. ISO 15926-1:2004)